# Jelizaveta Bagrjancevová
Jelizaveta Petrovna Bagrjancevová (rusky Елизавета Петровна Багрянцева; 27. srpna 1929 Usolje-Sibirskoje – 24. ledna 1996) byla sovětská diskařka, která získala stříbrnou medaili na Letních olympijských hrách v Helsinkách (1952). Narodila se v sibiřském solném městě Usolje-Sibirskoje. Přestěhovala se do Novosibirsku, kde studovala na Novosibirské vysoké škole tělesné výchovy, kterou absolvovala v roce 1941 a do roku 1949 pracovala jako učitelka tělesné výchovy v Irkutsku. Poté se přestěhovala do Moskvy, aby pokračovala ve sportovním studiu na Moskevském institutu tělesné výchovy. V roce 1951 získala stříbrné medaile na mistrovství Sovětského svazu a na Světových studentských hrách.